# Кебедов, Аббас Кебедович
Аббас Кебедович Кебедов (род. 1953, Сантлад, Цумадинского района, Дагестанская АССР) — член Общественной палаты Республики Дагестан III созыва, член правительственной Комиссии по возвращению бывших боевиков к мирной жизни, представитель религиозного движения «Ахлю с-Сунна».

## Биография
Аббас Кебедович Кебедов родился в 1953 году в селе Сантлада Цумадинского района Дагестанской ССР. По национальности хваршинец.
Закончил Волгоградский политехнический институт, имеет высшее техническое образование.
В первой половине 1990-х годов обучался в исламском университете «Аль-Азхар» в Каире, где считался одним из лидеров российских студентов.

### Ваххабизм
До начала 1990-х годов Аббас Кебедов был в числе соратников своего сводного брата Багаутдина Магомедова (Багаутдина Кебедова), который считается одним из идеологов ваххабизма в Дагестане и находится в международном розыске. Затем Кебедов отошел от активной деятельности по поддержке ваххабизма.
А. Кебедов — один из учредителей первой политической организации мусульман России — «Исламской партии возрождения» (существовала в 1990—1994 гг).
С 25 августа 1990 года был председателем совета (раисом) Северо-Кавказского отделения этой партии.
Во время встречи мусульман с председателем Исламского комитета России Гейдаром Джемалем, которая состоялась 1 июля 2005 года близ Махачкалы, Аббас Кебедов вместе с другими участниками встречи был задержан милицией. В тот же день отпустили всех, кроме Кебедова, который остался под стражей. По версии правоохранительных органов, при обыске в арендуемой Кебедовым квартире были найдены три гранаты. По версии же, озвученной Гейдаром Джемалем, гранаты были подброшены, а мотивом операции по задержанию Аббаса Кебедова стало его родство с Багаутдином Магомедовым.
26 декабря 2005 года за хранение оружия Советский районный суд Махачкалы приговорил А. Кебедова к одному году лишения свободы с отбыванием наказания в колонии-поселении.
13 марта 2006 года Судебная коллегия по уголовным делам Верховного суда Дагестана подтвердила решение районного суда, а кассационную жалобу адвоката оставила без удовлетворения.
8 мая 2006 года президиум Верховного совета Дагестана отменил решение двух первых инстанций и направил уголовное дело на новое судебное рассмотрение, и 4 сентября 2006 года А. Кебедов был оправдан решением суда.
Согласно информации УФСБ РФ по Дагестану, в 2007 году Аббас Кебедов, вместе с племянником Гаджимурадом Камалутдиновым (лидером боевиков Махачкалы) и его братом Джабиром, был депортирован из Египта «за экстремистскую деятельность».
А. Кебедов состоит в дагестанском религиозном движении «Ахлю-сунна-ва-Джамаа». Член Всемирного союза мусульманских ученых (ВСМУ). Принимал участие в работе 3-й Генеральной Ассамблеи ВСМУ, которая проходила летом 2010 года в Стамбуле.

### Прекращение экстремистской деятельности
Указом № 264 президента Дагестана от 2 ноября 2010 года Аббас Кебедов включен в состав Комиссии для содействия в адаптации к мирной жизни лицам, решившим прекратить террористическую и экстремистскую деятельность на территории республики.
15 декабря 2010 года А. Кебедов выступил с речью на съезде народов Дагестана, состоявшемся в Махачкале.